# Émile Grumiaux
Émile Grumiaux (født 11. juni 1861 i Hornu, død 18. maj 1932 i Liévin) var en fransk bueskytte, som deltog i OL 1900 i Paris.
Grumiaux stillede op i fugleskydning med små mål (fransk: Sur la perche à la pyramide) ved OL 1900, den eneste gang denne disciplin var på OL-programmet. Sporten gik ud på at ramme et mål på en 28 m høj pæl. Det vides, at der deltog ti skytter, men samtidige kilder anfører, at der har været et stykke over hundrede deltagere. Grumiaux vandt konkurrencen foran landsmanden Auguste Serrurier og Louis Glineux fra Belgien.